# Limón Grande, Cutzamala de Pinzón
Limón Grande är en ort i Mexiko.   Den ligger i kommunen Cutzamala de Pinzón och delstaten Guerrero, i den södra delen av landet, 180 km sydväst om huvudstaden Mexico City. Limón Grande ligger 312 meter över havet och antalet invånare är 194.
Terrängen runt Limón Grande är varierad. Runt Limón Grande är det ganska glesbefolkat, med 23 invånare per kvadratkilometer. Närmaste större samhälle är Cutzamala de Pinzón, 8,1 km sydväst om Limón Grande. I omgivningarna runt Limón Grande växer huvudsakligen savannskog.